# Dolmen del Coll de les Portes
El Dolmen del Coll de les Portes, és un dolmen del terme comunal de Banyuls de la Marenda, a tocar del límit amb el de Cervera de la Marenda, a la comarca del Rosselló, de la Catalunya del Nord.
Està situat al sud del terme, a prop i al nord del Coll de les Portes, termenal amb Cervera de la Marenda. És en el vessant nord del Puig de Querroig, on hi ha el Castell de Querroig.
És un sepulcre de corredor antic, de cambra trapezoïdal, com set dels dòlmens del vessant nord de l'Albera, que són pràcticament idèntics que els seus veïns de la banda sud: a més del de l'article present, hi ha el del puig de les Saleres o de Sant Pere de Laners (la Clusa, al Vallespir); Coll del Brau (Banyuls de la Marenda), Coma Estapera (Cervera de la Marenda), del Coll de la Creu o de Gratallops (Banyuls de la Marenda), de la Cova de l'Alarb (Banyuls de la Marenda / Cervera de la Marenda), Cova de l'Alarb del Rimbau (Cotlliure).